# Luigi Mattei
Luigi Mattei (Roma, 17 de março de 1702 - Roma, 30 de janeiro de 1758) foi um cardeal italiano do século XVIII.

## Biografia
Nasceu em Roma em 17 de março de 1702. O mais velho dos sete filhos de Alessandro Mattei, duque de Giove, e Teresa Naro. Os outros filhos eram Asdrubale, Costanza, Girolamo, Marianna, Dorotea e Francesco. Seu sobrenome também está listado como Matthaeius. Cunhado do Cardeal Vincenzo Maria Altieri (1777). Tio dos Cardeais Alessandro Mattei (1779) e Lorenzo Girolamo Mattei (1833). Seu primeiro nome também aparece como Aloísio.
Desejando, desde muito jovem, ingressar no estado eclesiástico, dedicou-se muito seriamente ao estudo da história eclesiástica e do direito. Obteve o doutorado in utroque iure, tanto em direito canônico quanto em direito civil, em 31 de janeiro de 1727.
Entrou na prelatura romana como referendário dos Tribunais da Assinatura Apostólica de Justiça e de Graça e prelado doméstico de Sua Santidade em 14 de fevereiro de 1727. Cônego da basílica patriarcal de Latrão a partir de julho de 1730. Juiz do Reverenda Fábrica de São Pedro em 1733. Relator da Sagrada Congregação do Bom Governo, 1734-1737. Auditor civil do Camerlengo da Santa Igreja Romana desde setembro de 1734. O Papa Bento XIV o encarregou da reforma dos tribunais. Clérigo da Câmara Apostólica em 9 de setembro de 1743; como tal, foi prefeito do Arquivo; vigário da basílica patriarcal do Vaticano, 1744-1747; e o presidente delle Carcere. Governador de Cesi e Terre Arnolfe, 1746-1747. Auditor da Sagrada Rota Romana em 14 de novembro de 1747.
Criado cardeal-presbítero no consistório de 26 de novembro de 1753; recebeu o chapéu vermelho em 29 de novembro de 1753; e o título de S. Matteo na Via Merulana, 10 de dezembro de 1753. Protetor da Ordem Camaldulense em 24 de janeiro de 1756. Optou pelo título de S. Maria in Aracoeli, 5 de abril de 1756. Abade commendatario de S. Lorenzo fuori le mura, maio de 1756.
Morreu em Roma em 30 de janeiro de 1758, após sofrer alguns dias de febre alta. Exposto na igreja de S. Maria in Aracoeli, Roma, onde ocorreu o funeral, e sepultado nessa mesma igreja, ius padronato de sua família, com magnífico elogio feito em 1782 por seu sobrinho Alessandro Mattei, cardeal e arcebispo de Ferrara.